# یواس‌اس کانوها (ای‌او-۱)
یواس‌اس کانوها (ای‌او-۱) (به انگلیسی: USS Kanawha (AO-1)) یک کشتی است که طول آن ۴۷۵ فوت ۷ اینچ (۱۴۴٫۹۶ متر) می‌باشد. این کشتی در سال ۱۹۱۴ ساخته شد.